# 창춘 다팡선 국제공항
창춘 다팡선 국제공항(중국어: 长春大房身机场, 영어: Changchun Dafangshen Airport)은 중화인민공화국 지린성 창춘에 위치한 공항이다. 2005년 8월 26일 민간항공업무를 종료하고 8월 27일부터 민간항공업무를 이어받은 창춘 룽자 국제공항이 개항하였다.

## 역사
- 1941년 : 만주국 시대에 개항.
- 1962년 : 간선 노선 취항.
- 1985년 : 대규모 확장 공사 실시.
- 1990년대 : 국제공항으로 격상 후 국제선 터미널 완공.
- 2005년 : 민간 업무 종료 및 업무 이관.